# Chora (Griekse term)
Chora (Oudgrieks: χώρα / chôra: streek) is overal in Griekenland, vooral op de eilanden, een in de spreektaal gebruikte term voor de centrale plaats van een bepaalde regio met meestal een agrarische functie. De algemene lexicale betekenis van het woord is "stad, gebied, territorium, land". Het maakt aldus - als een functionele categorie van de nederzettingsgeografie - het onderscheid tussen "stad" en "dorp" (gr. χωριό / chorió) en vervangt in de spreektaal meestal de ambtelijke naam van de hoofdplaats. Zie bijvoorbeeld Chora Sfakion (in het Nederlands ook wel Sfakia) op Kreta.
De haven van de meestal hooggelegen chora heet zeer vaak "Skala" (Σκάλα), d.i. "Trap".
Archeologen en historici beduiden met het begrip chora daarentegen het economisch benutte omland van poleis in het oude Griekenland (cf. Latijnse ager).